# Bardo (Gorce)
Bardo (942 m) – szczyt w Gorcach znajdujący się na długim grzbiecie odchodzącym od Turbacza do Rabki, pomiędzy Jaworzyną Ponicką a Przysłopem. W południowym kierunku tworzy krótki grzbiet opływany przez Potok za Twarogiem i potok Worwów. W północnym kierunku również tworzy krótki grzbiet opływany przez dwa potoki będące dopływami Słonki. Potok po wschodniej jego stronie to Zimna Woda.
Bardo to niewybitny szczyt całkowicie porośnięty lasem. Dawniej na jego szczycie była polana Bardo, na której stała drewniana wieża pomiarowa. Wieża spróchniała i nie ma już po niej śladu, polanka została zalesiona. Szlak turystyczny omija wierzchołek Barda trawersując północne stoki przez niewielką, podłużną polankę Zimna Woda. W jej dolnej części wypływa źródełko dające początek potokowi Zimna Woda. Przy prowadzącym tędy czerwonym szlaku turystycznym (Główny Szlak Beskidzki) znajduje się niewielka figurka.
Bardo znajduje się poza obszarem Gorczańskiego Parku Narodowego. Jego szczytem biegnie granica między Rabką-Zdrojem (stoki północne) i Ponicami (stoki południowe) w województwie małopolskim, w powiecie nowotarskim, w gminie Rabka-Zdrój.
W języku staropolskim słowo bardo oznaczało wzgórze, w słoweńskim, chorwackim brdo, w serbskim брдо to góra, wzgórze.

## Szlaki turystyczne
odcinek: Rabka-Zdrój – Tatarów – Maciejowa – Przysłop – Bardo – Jaworzyna Ponicka – Pośrednie – Schronisko PTTK na Starych Wierchach – Groniki – Pudziska – Obidowiec – Rozdziele – Turbacz. Odległość 16,7 km, suma podejść 970 m, suma zejść 220 m, czas przejścia 5 godz. 35 min, z powrotem 4 godz. 50 min.

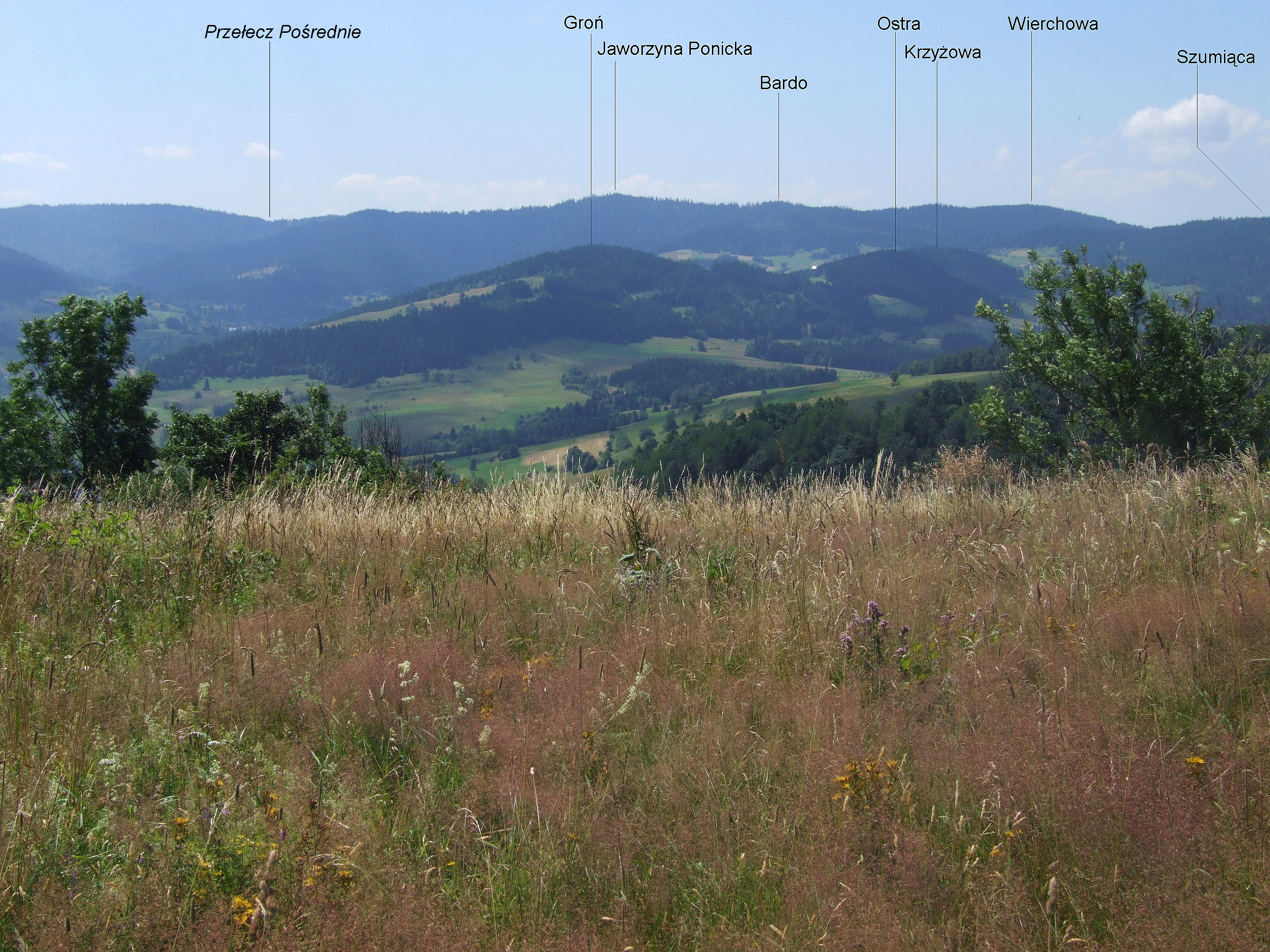
Widok z Potaczkowej